# Bogo Flander
Bogo Flander (psevdonim Klusov Joža), slovenski pisatelj, * 8. december 1918, Ljubljana, † 30. junij 1944, Drenovec pri Vinici.

## Življenjepis
Flander se je po  končanih dveh razredih gimnazije zaposlil na železnici, kjer je delal kot telegrafist. Leta 1942 je odšel v partizane, kjer je bil ob napadu na ustaško postojanko v kraju Bosiljevo na Hrvaškem smrtno ranjen.

## Delo
Flander je napisal nekaj pesmi že pred vojno, kot partizan pa je začel pisati prozo. Med NOB se je iz razumljivih vzrokov razvijalo samo pesništvo, ki je rastlo iz tradicij slovenske socialne in revolucionarne lirike. Nastalo pa je v partizanih tudi nekaj krajših dramskih tekstov, a malo proze. Edini pomembnejši in najplodovitejši slovenski partizanski prozaist je bil Klusov Joža. Pisal je lirsko občutene, psihološko utemeljene črtice o življenju borcev in trpljenju prebivalcev.